# Sindicato Nacional das Empresas de Telefonia e de Serviço Móvel Celular e Pessoal
O Sindicato Nacional das Empresas de Telefonia e de Serviço Móvel Celular e Pessoal, é a principal entidade representativa das maiores empresas de telecomunicações e conectividade do Brasil. Fundada originalmente como SindiTelebrasil em 2003, a organização atua como um sindicato patronal que defende os interesses de suas associadas, que incluem as principais operadoras de telefonia fixa e móvel do Brasil.
O seu papel central é ser a plataforma para a expansão da economia digital, da sustentabilidade e da conectividade para todos os brasileiros. A entidade atua de forma proeminente em debates regulatórios, na interação com órgãos governamentais como a Agência Nacional de Telecomunicações (Anatel) e o Congresso Nacional, e na formulação de políticas públicas que impactam o setor. A mudança de nome em 2020 reflete uma evolução estratégica para se alinhar com a transformação digital e reforçar o propósito de “digitalizar o País e de conectar todos os brasileiros”.

## História

### Fundação como SindiTelebrasil (2003)
O Sindicato Nacional das Empresas de Telefonia e de Serviços Móveis Celular e Pessoal, foi oficialmente estabelecido em 2 de setembro de 2003. A criação ocorreu durante uma assembleia histórica na sede da TELEBRASIL – Associação Brasileira de Telecomunicações, localizada na Urca, Rio de Janeiro. A fundação contou com a participação de representantes legais de 29 operadoras de telecomunicações, que na época moldavam o cenário pós-privatização do setor no Brasil. Entre as empresas fundadoras estavam gigantes do setor como Embratel, Telemar, Brasil Telecom, Telefônica, GVT, Intelig e Algar Telecom (então CTBC).
Na assembleia, foram aprovados os estatutos da nova entidade patronal e eleita a primeira diretoria para um mandato de quatro anos. Luiz Alberto Garcia, da CTBC/Telebrasil, foi eleito presidente, e José Fernandes Pauletti, da Telemar, assumiu como vice-presidente. Desde o início, a entidade foi concebida para coexistir no mesmo espaço físico da Associação Telebrasil, sinalizando uma forte aliança e colaboração entre as duas organizações.

### Atuação e Marcos como SindiTelebrasil (2003-2020)
Durante seus 17 anos como SindiTelebrasil, a entidade desempenhou um papel crucial na formulação de políticas digitais e de telecomunicações no Brasil. Um dos momentos mais marcantes de sua atuação foi o debate sobre o Marco Civil da Internet, onde o sindicato se posicionou de forma controversa contra o princípio da neutralidade de rede, um dos pilares da proposta.
A organização também esteve envolvida em diversas disputas regulatórias e judiciais. Um caso notório foi a denúncia apresentada pela estatal Telebras ao Conselho Administrativo de Defesa Econômica (CADE), acusando o SindiTelebrasil e outras entidades de “litigância predatória”. A Telebras alegava que as ações judiciais movidas pelo sindicato visavam impedir a entrada de novos concorrentes no mercado de internet via satélite. O CADE, contudo, arquivou o processo por entender que não havia indícios de infração à ordem econômica, reconhecendo a legitimidade dos questionamentos judiciais.
O SindiTelebrasil também foi um ator relevante em discussões no Supremo Tribunal Federal (STF), como no julgamento sobre a incidência do ICMS na assinatura básica de telefonia. Ao longo desse período, a liderança do sindicato incluiu nomes como Eduardo Moreira , Eduardo Levy  e Antonio Carlos Valente, que foi reeleito presidente para um mandato de dois anos em abril, antes da transição para Conexis.

### Transformação para Conexis Brasil Digital (2020)
Em 29 de setembro de 2020, durante o evento Painel Telebrasil, o SindiTelebrasil anunciou sua transformação e rebranding para Conexis Brasil Digital. A mudança foi apresentada como um esforço para criar uma marca “mais moderna, atual e em sintonia com a realidade”, refletindo o papel central do setor na economia digital. O novo nome visava reforçar a missão de digitalizar o país e conectar todos os brasileiros, abandonando uma identidade ligada estritamente aos serviços tradicionais de telefonia.
Essa transformação não foi apenas uma mudança de marca, mas um reposicionamento estratégico. A nomenclatura “SindiTelebrasil” estava intrinsecamente ligada aos serviços legados de telefonia e celular, enquanto o novo cenário econômico e tecnológico era dominado por dados, banda larga e a iminente chegada do 5G. A nova identidade, “Conexis Brasil Digital”, reflete essa mudança de foco para o ecossistema digital como um todo.
A mudança de nome coincidiu com uma renovação na liderança do Conselho de Administração. Rodrigo Abreu, então CEO da Oi, assumiu a presidência do conselho, sucedendo Luiz Alexandre Garcia, da Algar Telecom. Marcos Ferrari foi mantido no cargo de presidente-executivo. As prioridades anunciadas pela nova gestão, como o leilão do 5G, o destravamento de fundos setoriais para infraestrutura de dados e a reforma tributária, confirmaram essa nova direção estratégica, focada nos desafios da economia digital e não mais somente nos da telefonia tradicional.

## Estrutura e Representação

### Empresas Associadas
A Conexis representa as operadoras que dominam o mercado brasileiro de telecomunicações. Suas associadas são: Algar Telecom, Claro, Oi, Sercomtel, TIM e Vivo. Juntas, essas empresas detêm a esmagadora maioria dos acessos de telefonia móvel e banda larga fixa no Brasil, conferindo à Conexis um poder de representação e influência significativo no setor.

### Governança Corporativa
A governança da Conexis é dividida entre uma diretoria executiva, responsável pela gestão diária, e uma diretoria estatutária, que funciona como um conselho de administração, sendo composta por altos executivos das empresas associadas.
- Presidência Executiva: A liderança executiva da entidade é exercida pelo Presidente-Executivo, Marcos Ferrari, que também preside a Confederação Nacional de Tecnologia de Informação e Comunicação.
- Diretoria Executiva[11]: A equipe executiva é composta por diretores especializados em áreas estratégicas:
  - Daniela Martins é a Diretora de Relações Institucionais e Governamentais e de Comunicação.  
  - Fernando Soares ocupa o cargo de Diretor de Regulação e Inovação.  
  - Danielle Crema é a Diretora de Governança, Compliance e Estratégia Corporativa.
- Diretoria Estatutária[12]: Este órgão, que atua como o conselho de administração, é o principal corpo de deliberação da entidade. Sua composição por CEOs e presidentes das operadoras associadas garante que as posições e estratégias da Conexis estejam diretamente alinhadas com os interesses corporativos de seus membros.

## Atuação e Impacto
A atuação da Conexis se concentra na defesa dos interesses do setor de telecomunicações, com um impacto direto na formulação de políticas públicas, na regulação e no desenvolvimento tecnológico do Brasil. Suas pautas prioritárias revelam uma estratégia coesa para moldar o ambiente de negócios em favor de suas associadas.

### Defesa de Interesses e Pautas Prioritárias
As principais frentes de atuação da Conexis formam uma estratégia financeira abrangente, que visa reduzir custos operacionais e de capital para suas associadas, ao mesmo tempo que busca criar novas fontes de receita a partir de outros atores do ecossistema digital.
- Racionalidade Tributária[14]: Uma das pautas mais persistentes da entidade é a defesa da redução da carga tributária sobre os serviços de telecomunicações, que a Conexis classifica como uma das mais elevadas do mundo. A organização critica publicamente medidas que aumentam impostos, como o IOF (Imposto sobre Operações Financeiras)[15] ou alterações na tributação de Juros sobre Capital Próprio (JCP),[16] argumentando que tais medidas inibem investimentos, prejudicam a expansão da conectividade e afetam a geração de empregos. Essa pauta visa diretamente a redução dos custos operacionais (OPEX) de suas filiadas.
- “Fair Share” (Remuneração de Redes)[17]: A Conexis é uma das principais vozes no Brasil a favor do modelo de “fair share” (contribuição justa). A tese defende que as grandes plataformas digitais, como serviços de streaming e redes sociais, responsáveis pela maior parte do tráfego de dados na internet, devem remunerar as operadoras pela utilização de suas redes. A entidade enquadra essa proposta como uma questão de “reequilíbrio” do ecossistema digital e de garantia da sustentabilidade das redes para futuros investimentos. Esta pauta representa a busca por uma nova e significativa fonte de receita.
- Desburocratização de Infraestrutura[18]: A entidade realiza um forte lobby pela simplificação das leis que regem a instalação de infraestrutura de telecomunicações, em especial as antenas necessárias para a expansão da tecnologia 5G. A Conexis apoia projetos de lei federais, como o PL 6191/2019, que buscam unificar e agilizar os processos de licenciamento, muitas vezes sobrepondo-se a legislações municipais consideradas restritivas. O objetivo é reduzir os custos de capital (CAPEX) e o tempo necessário para a implementação de novas redes.

### Expansão do 5G
A Conexis se posicionou como a principal porta-voz do setor privado no processo de implementação do 5G no Brasil. A entidade divulga regularmente balanços e estatísticas sobre o avanço da tecnologia, informando o número de municípios cobertos, antenas ativadas e clientes conectados. Em julho de 2025, por exemplo, a entidade reportou que a tecnologia 5G já estava presente em 1.025 municípios, beneficiando 47,2 milhões de clientes, três anos após o início de sua implantação.
Durante o período que antecedeu o leilão de frequências do 5G, a Conexis manifestou-se publicamente contra eventuais restrições a fornecedores de tecnologia, em uma clara alusão ao debate global sobre a participação da empresa chinesa Huawei. A entidade argumentou que qualquer restrição implicaria "desequilíbrios de custos e atrasos", afetando diretamente a população e os investimentos das operadoras. Essa posição defendia um mercado de fornecedores aberto e competitivo, essencial para minimizar os custos de aquisição de equipamentos para suas associadas.

### Relação com Órgãos Reguladores e Governamentais
A Conexis mantém um diálogo constante e estratégico com os principais órgãos do poder público. A interação com a Agência Nacional de Telecomunicações (Anatel) é central, mas a entidade também atua intensamente junto ao Ministério das Comunicações, ao Ministério da Fazenda e ao Congresso Nacional para influenciar a agenda regulatória e legislativa.
Um ponto-chave nesse relacionamento é a defesa de que a Anatel assuma o papel de órgão regulador das grandes plataformas digitais. A Conexis argumenta que a agência já possui a expertise técnica, econômica e concorrencial para regular as big techs. Essa proposta é estratégica, pois busca submeter os gigantes da internet, com quem as operadoras competem e negociam, à fiscalização de um regulador com o qual o setor de telecomunicações possui um relacionamento consolidado e um profundo conhecimento de seus processos.

## Projetos, Parcerias e Iniciativas
Para além da atuação direta em lobby, a Conexis promove uma série de projetos, campanhas e parcerias para avançar sua agenda e fortalecer a imagem do setor de telecomunicações.

### Agenda Legislativa da Conectividade
Anualmente, a Conexis lança a "Agenda Legislativa da Conectividade", um documento que consolida e divulga publicamente as prioridades do setor no Congresso Nacional. A agenda funciona como um guia para os parlamentares e para a sociedade sobre as propostas que a entidade considera essenciais para o desenvolvimento da conectividade no Brasil. O documento é estruturado em eixos temáticos como "Conectividade e Inclusão Digital", "Competitividade e Inovação", "Infraestrutura e Redes" e "Racionalidade Tributária". A tabela abaixo resume algumas das principais pautas legislativas defendidas ou combatidas pela Conexis, ilustrando seus objetivos de forma concreta:
| Projeto de Lei | Tema                                                | Posição da Conexis |
| -------------- | --------------------------------------------------- | ------------------ |
| PL 6191/2019   | Desburocratização de Antenas                        | Apoio              |
| PL 77/2022     | Uso de recursos do FUST                             | Apoio              |
| PL 4872/2024   | Aumento de pena para furto de cabos                 | Apoio              |
| PL 469/2024    | Proibição de cobrança por tráfego (Anti-Fair Share) | Oposição           |
| PL 4635/2024   | Desoneração de tributos para IoT                    | Apoio              |

### Programas Setoriais e Campanhas
- Cidades Amigas do 5G: Em parceria com a consultoria Teleco, a Conexis promove anualmente o ranking "Cidades Amigas do 5G". A iniciativa premia os municípios que mais avançaram na modernização de suas leis para facilitar a instalação de antenas e infraestrutura de telecomunicações. O projeto funciona como um mecanismo de "soft power", incentivando prefeituras a adotarem regulamentações mais favoráveis aos negócios do setor.[29]
- Alerta de Emergência da Defesa Civil: A Conexis e suas operadoras associadas colaboraram com a Anatel e a Defesa Civil Nacional para desenvolver e implementar o sistema de alerta de emergências (Cell Broadcast), que envia avisos de desastres naturais e outros perigos iminentes para os celulares da população em áreas de risco.[30]
- Autorregulação do Setor: A entidade frequentemente destaca as iniciativas de autorregulação como prova do compromisso do setor com o consumidor. O exemplo mais citado é a plataforma "Não Me Perturbe", que permite aos usuários bloquear chamadas de telemarketing de empresas de telecomunicações e bancos. A Conexis utiliza o sucesso dessas plataformas para argumentar que o setor é capaz de se autorregular, muitas vezes em resposta a discussões sobre o aumento de regulamentações pró-consumidor.[31]

## Controvérsias e Críticas
Ao longo de sua história, tanto como SindiTelebrasil quanto como Conexis, a entidade esteve no centro de importantes controvérsias que refletem os conflitos de interesse entre as operadoras de telecomunicações, os consumidores, outros atores do mercado digital e o poder público.

### Oposição à Neutralidade de Rede
Durante os debates para a criação do Marco Civil da Internet (Lei nº 12.965/2014), o SindiTelebrasil foi um dos mais vocais opositores ao princípio da neutralidade de rede. Em audiências públicas no Congresso Nacional, o representante da entidade, Eduardo Levy, afirmou que a neutralidade iria "reduzir as ofertas, inviabilizar a gestão da rede e aumentar os custos ao consumidor". A posição do sindicato era de que as operadoras deveriam ter a liberdade de gerenciar o tráfego em suas redes e oferecer pacotes de serviços diferenciados por conteúdo ou aplicação (prática conhecida como zero-rating), o que contraria diretamente o princípio de tratamento isonômico dos pacotes de dados. Essa postura gerou forte reação de ativistas de direitos digitais e defensores de uma internet aberta, que viam na proposta do sindicato uma ameaça à livre concorrência e à inovação.

### Disputa com a Telebras
Em 2019, a Superintendência-Geral do CADE arquivou um processo administrativo aberto a partir de uma denúncia da Telebras contra o SindiTelebrasil, o Sindisat (sindicato das empresas de satélite) e a empresa Via Direta. A estatal acusava as entidades de praticarem "litigância predatória" ao moverem diversas ações judiciais para suspender um contrato firmado entre a Telebras e a norte-americana Viasat para a oferta de internet via satélite, no âmbito do Plano Nacional de Banda Larga (PNBL). O CADE concluiu que não havia indícios de infração à ordem econômica, considerando que a controvérsia jurídica sobre a legalidade do contrato não era consensual e que, portanto, o questionamento na justiça era um exercício regular de direito.

### Bloqueio de Celulares "Piratas" e Importados
O plano liderado pelo SindiTelebrasil para bloquear celulares com IMEI não homologado pela Anatel, popularmente chamados de "piratas", gerou grande polêmica. A principal crítica era a falta de clareza sobre como o sistema trataria aparelhos legalmente importados por consumidores, mas que ainda não haviam sido lançados ou homologados no Brasil. Havia o temor de que turistas e brasileiros que compravam smartphones no exterior tivessem seus aparelhos bloqueados. Na época, o SindiTelebrasil afirmou que a questão ainda não estava definida, pois o sistema estava em fase de estruturação, o que aumentou a incerteza e as críticas à medida.

### Debate sobre "Fair Share" e o Futuro da Internet
A defesa do modelo de "fair share" pela Conexis é uma das controvérsias mais atuais e significativas. Existe uma linha direta entre a antiga oposição à neutralidade de rede e a atual campanha pelo "fair share". Ambas as posições partem do mesmo objetivo estratégico: permitir que as operadoras de telecomunicações possam diferenciar e monetizar o tráfego de dados com base em sua origem ou conteúdo, rompendo com o modelo de "dumb pipe" (mero transportador de dados).
Na época do Marco Civil, a estratégia era focada no consumidor (B2C), buscando a permissão para vender pacotes de dados que privilegiavam certos aplicativos. Hoje, com a campanha do "fair share", a estratégia mira as grandes empresas de tecnologia (B2B), buscando cobrar diretamente dos provedores de conteúdo pelo volume de tráfego que geram. Críticos argumentam que essa cobrança pode criar uma internet de duas velocidades, prejudicar a inovação de startups que não podem pagar as taxas e, em última instância, repassar os custos aos consumidores. A oposição da Conexis a projetos de lei como o PL 469/2024, que visa proibir essa prática, é o campo de batalha atual dessa disputa ideológica e econômica sobre o futuro da arquitetura da internet.